# Anstein Mykland
Anstein Mykland (* 5. August 1974 in Kristiansand) ist ein ehemaliger norwegischer Biathlet.
Anstein Mykland debütierte 2000 als 71. im Einzel im Biathlon-Weltcup von Hochfilzen. Schon in seinem zweiten Rennen, einem Sprint in Pokljuka wurde er sehr guter Elfter. Nur einmal, 2004 in einem Verfolgungsrennen in Beitostølen konnte er als Zehnter diese Platzierung verbessern. 2001 in Haute-Maurienne, 2002 in Kontiolahti, 2004 in Minsk und 2006 in Langdorf nahm Mykland an Europameisterschaften teil. In Kontiolahti wurde er Fünfter im Einzel und im Sprint sowie Zehnter in der Verfolgung, zwei Jahre später in Minsk gewann er mit Alexander Os, Dag Bjørndalen und Tor Halvor Bjørnstad Silber mit der Staffel hinter dem deutschen Team. 2001 startete er zudem bei den Militärweltmeisterschaften von Jericho im Sprint und wurde Zwölfter. 2008 beendete Mykland aufgrund gesundheitlicher Probleme nach dem Staffelrennen bei den norwegischen Meisterschaften in Stryn seine aktive Karriere. Mykland arbeitet derzeit als Nationaltrainer für Junioren und den B-Kader im norwegischen Biathlon-Verband an der Seite von Raphael Poirée und Stian Eckhoff.

## Biathlon-Weltcup-Platzierungen
Die Tabelle zeigt alle Platzierungen (je nach Austragungsjahr einschließlich Olympische Spiele und Weltmeisterschaften).
- 1.–3. Platz: Anzahl der Podiumsplatzierungen
- Top 10: Anzahl der Platzierungen unter den ersten zehn (einschließlich Podium)
- Punkteränge: Anzahl der Platzierungen innerhalb der Punkteränge (einschließlich Podium und Top 10)
- Starts: Anzahl gelaufener Rennen in der jeweiligen Disziplin

| Platzierung | Einzel | Sprint | Verfolgung | Massenstart | Staffel | Gesamt |
| ----------- | ------ | ------ | ---------- | ----------- | ------- | ------ |
| 1. Platz    |        |        |            |             |         |        |
| 2. Platz    |        |        |            |             |         |        |
| 3. Platz    |        |        |            |             |         |        |
| Top 10      |        |        | 1          |             |         | 1      |
| Punkteränge | 1      | 3      | 2          |             |         | 6      |
| Starts      | 5      | 13     | 9          |             |         | 27     |